# Afrigal
Afrigal este o arie protejată (arie specială de conservare — SAC, sit de importanță comunitară — SCI) din Austria întinsă pe o suprafață de 71,6 ha, integral pe uscat.

## Localizare
Centrul sitului Afrigal este situat la coordonatele 47°21′41″N 10°48′58″E / 47.3614°N 10.8161°E.

## Înființare
Situl Afrigal a fost declarat sit de importanță comunitară în aprilie 2000.

## Biodiversitate
Situată în ecoregiunea alpină, aria protejată conține 4 habitate naturale: Tufărișuri cu Pinus mugo și Rhododendron hirsutum (Mugo-Rhododendretum hirsuti), Grohotișuri calcaroase și de șisturi calcaroase de la nivelul montan până la nivelul alpin (Thlaspietea rotundifolii), Păduri acidofile de Picea de la nivel montan la nivel alpin (Vaccinio-Piceetea), Păduri montane și subalpine de Pinus uncinata (* dezvoltate pe substrat gipsos sau calcaros).
La baza desemnării sitului se află un număr nedeclarat de specii protejate.
Pe lângă speciile protejate, pe teritoriul sitului au mai fost identificate 3 specii de plante.